# Wasilij Żupikow
Wasilij Michajłowicz Żupikow (ros. Василий Михайлович Жупиков; ur. 16 stycznia 1954 w Astrachaniu, zm. 7 czerwca 2015 w Podolsku) – rosyjski piłkarz, występujący na pozycji obrońcy, reprezentant Związku Radzieckiego, trener piłkarski.

## Kariera piłkarska
Wychowanek Łokomotiwu Astrachań i szkoły piłkarskiej Smiena, skąd następnie trafił do zespołu Wołgar Astrachań. Po dwuletnim pobycie w klubie Krylia Sowietow Samara przeszedł do Torpeda Moskwa, którego barw bronił przez 9 kolejnych sezonów. W 1986 występował w Dynamie Moskwa. W kolejnych latach grał w Sporcie Tallinn, Ładzie Togliatti, Kryliach Sowietow Samara i Neftechimiku Niżniekamsk.
W latach 1977–1984 rozegrał 15 meczów w reprezentacji Związku Radzieckiego, strzelił 4 bramki.

## Kariera trenerska
Jako szkoleniowiec pracował w sztabach szkoleniowych Lokomotiwu Niżny Nowogród i Wołgara Astrachań oraz w szkole piłkarskiej Torpeda-ZIŁ Moskwa.